# Siete Estrellas en Kyushu

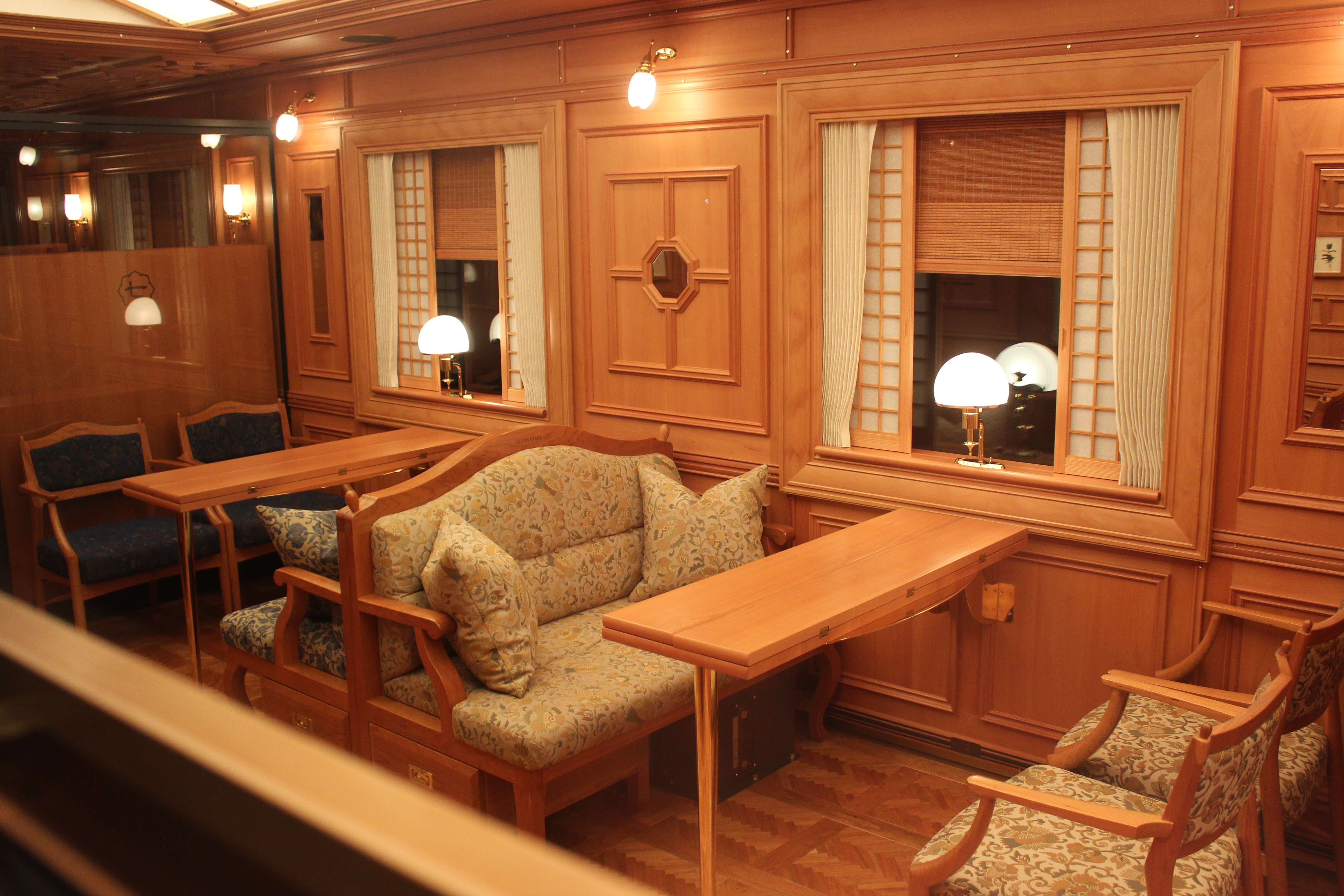
Comedor en MaShiFu 77-7002 (coche 2).

El Siete Estrellas en Kyushu (ななつ星ｉｎ九州, Nanatsuboshi in Kyūshū) es un tren turístico de lujo con coche cama operado por la compañía ferroviaria de Kyushu (JR Kyushu) en Japón desde octubre de 2013.

## Diseño
El diseño general del tren corrió a cargo del diseñador industrial Eiji Mitooka. El nombre del tren procede de las siete prefecturas de Kyushu y del hecho de que el tren consta de siete coches.
La locomotora diésel DF200-7000 para el tren fue construida por Kawasaki Heavy Industries en Kobe, basándose en la locomotora DF200 de la clase de carga JR, modificada para su uso en Kyushu y acabada con una librea de color granate oscuro. Se completó en julio de 2013. Los vagones se basan en el diseño de la carrocería de la EMU de la serie 817 y están montados sobre bogies de la EMU de la serie 787. La fabricación de los vagones de pasajeros se dividió entre Hitachi en Kudamatsu, Yamaguchi, y la fábrica de Kokura de JR Kyushu en Kitakyushu.

## Formación del tren
El tren consta de la locomotora DF200-7000 y siete coches: cinco coches cama, un coche salón y un coche restaurante, con una capacidad total de 28 pasajeros. El coche trasero del tren cuenta con dos suites de lujo con ventanas de observación en los extremos. Todas las suites tienen sus propios aseos y duchas, diseñados en porcelana por el difunto Sakaida Kakiemon XIV. El coste total de la construcción del tren fue de aproximadamente 3.000 millones de yenes.
El tren está formado de la siguiente manera.
| Nº de coche | Nº de ejecución | Tipo              | Fabricante | Peso (t) | Equipamientos                                    |
| ----------- | --------------- | ----------------- | ---------- | -------- | ------------------------------------------------ |
| 1           | MaI 77-7001     | Coche salón       | JR Kyushu  | 45.3     | Piano, barra de bar y zona de observación.       |
| 2           | MaShiFu 77-7002 | Coche restaurante | JR Kyushu  | 45.2     | Lavabos                                          |
| 3           | MaINe 77-7003   | Coche cama        | JR Kyushu  | 45.4     | 3 suites, cuarto de ducha                        |
| 4           | MaINe 77-7004   | Coche cama        | Hitachi    | 44.3     | 3 suites, lavabos                                |
| 5           | MaINe 77-7005   | Coche cama        | Hitachi    | 44.3     | 3 suites                                         |
| 6           | MaINe 77-7006   | Coche cama        | Hitachi    | 44.2     | 3 suites, lavabos                                |
| 7           | MaINeFu 77-7007 | Coche cama        | Hitachi    | 45.1     | 2 suites de lujo, mini cocina, sala de personal. |

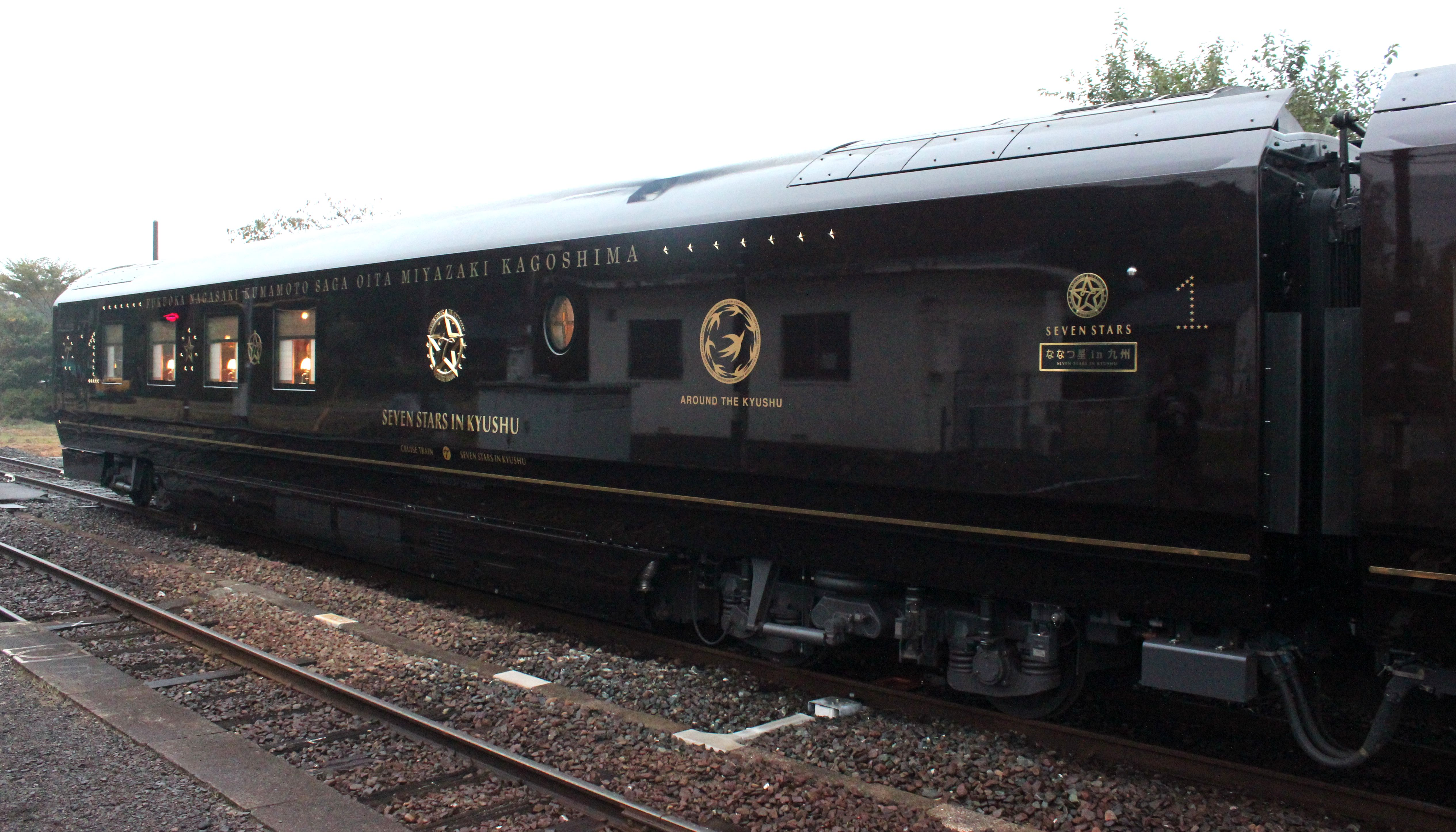
MaI 77-7001 (coche 1).
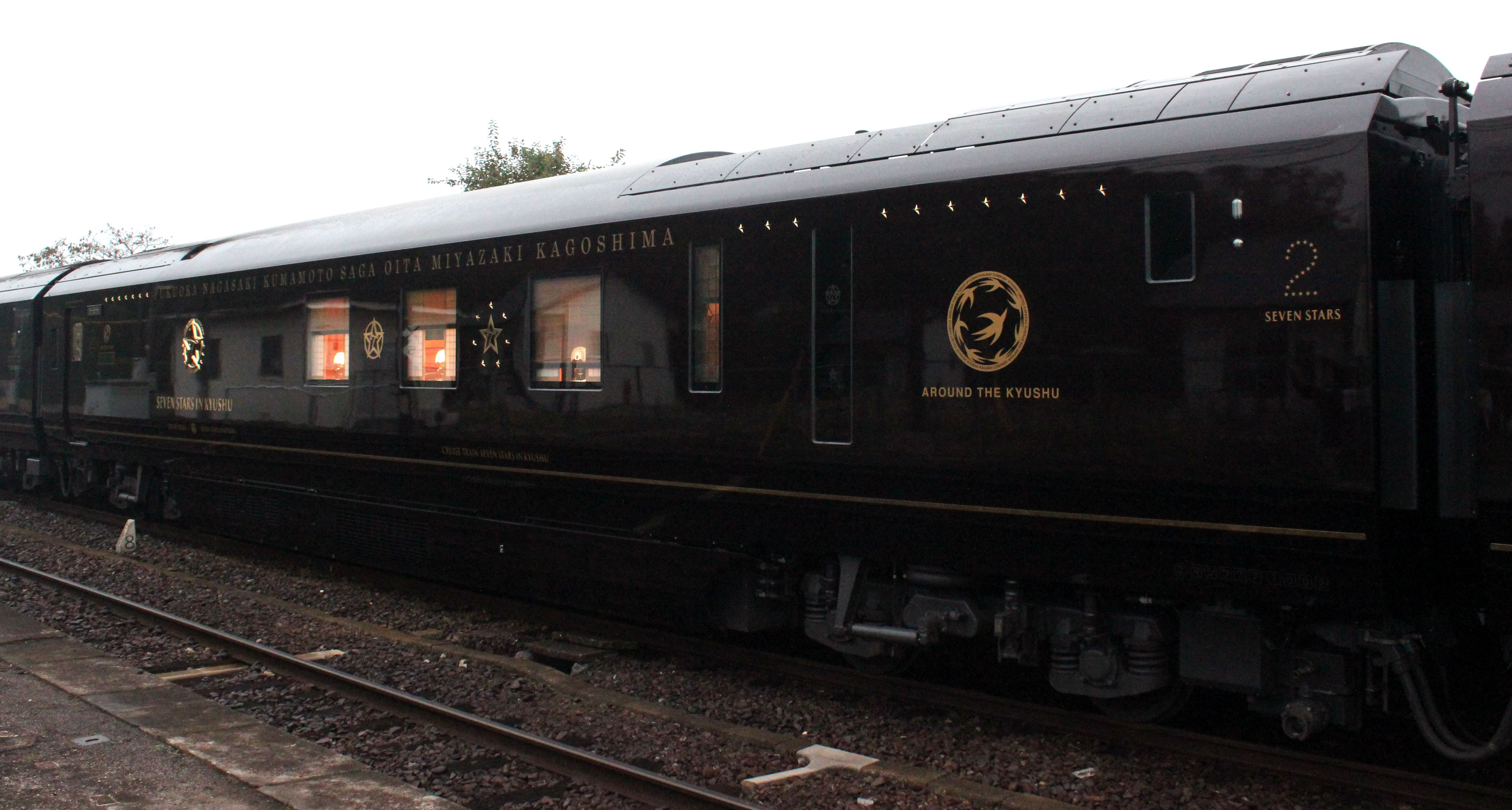
MaShiFu 77-7002 (coche 2).
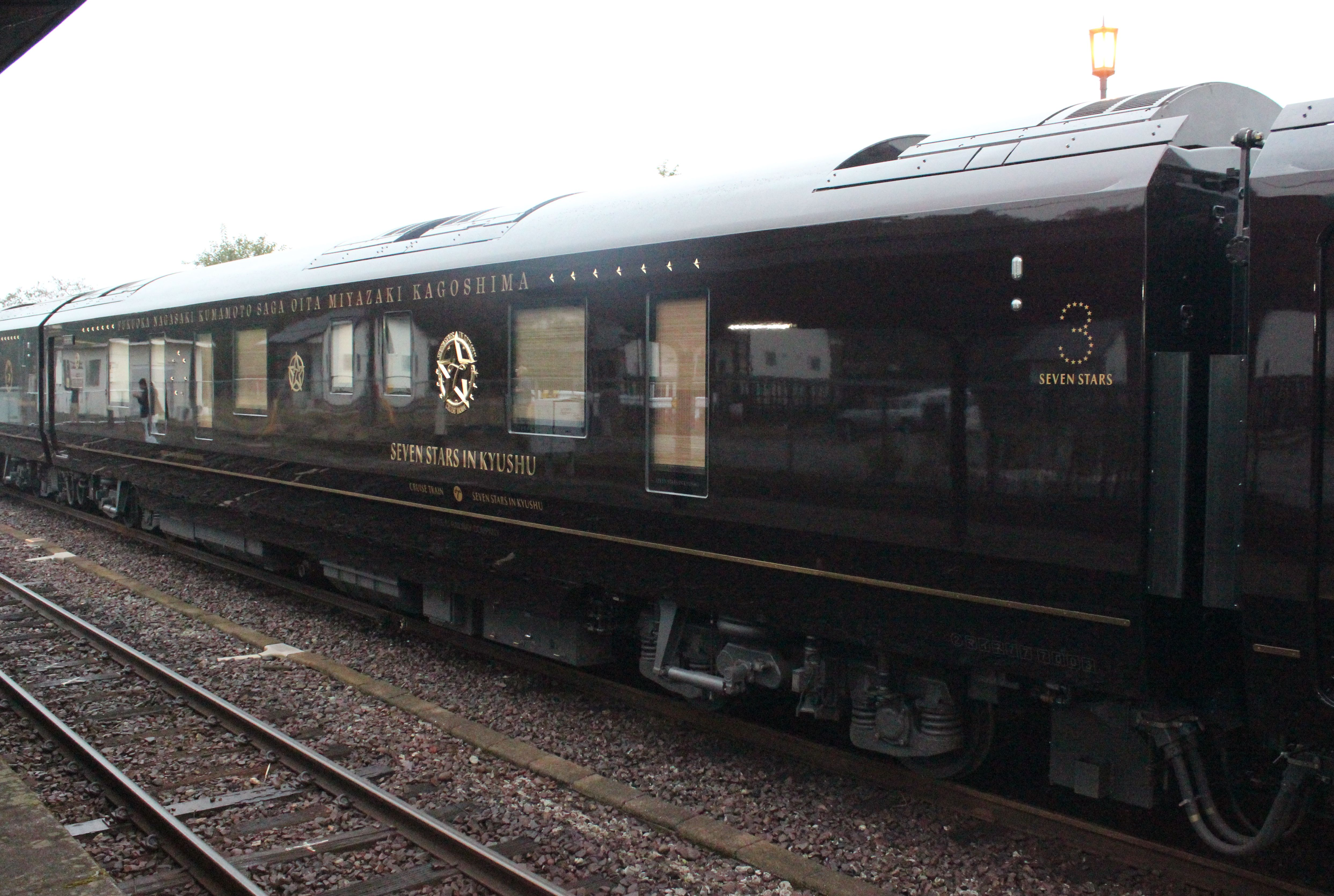
MaINe 77-7003 (coche 3).
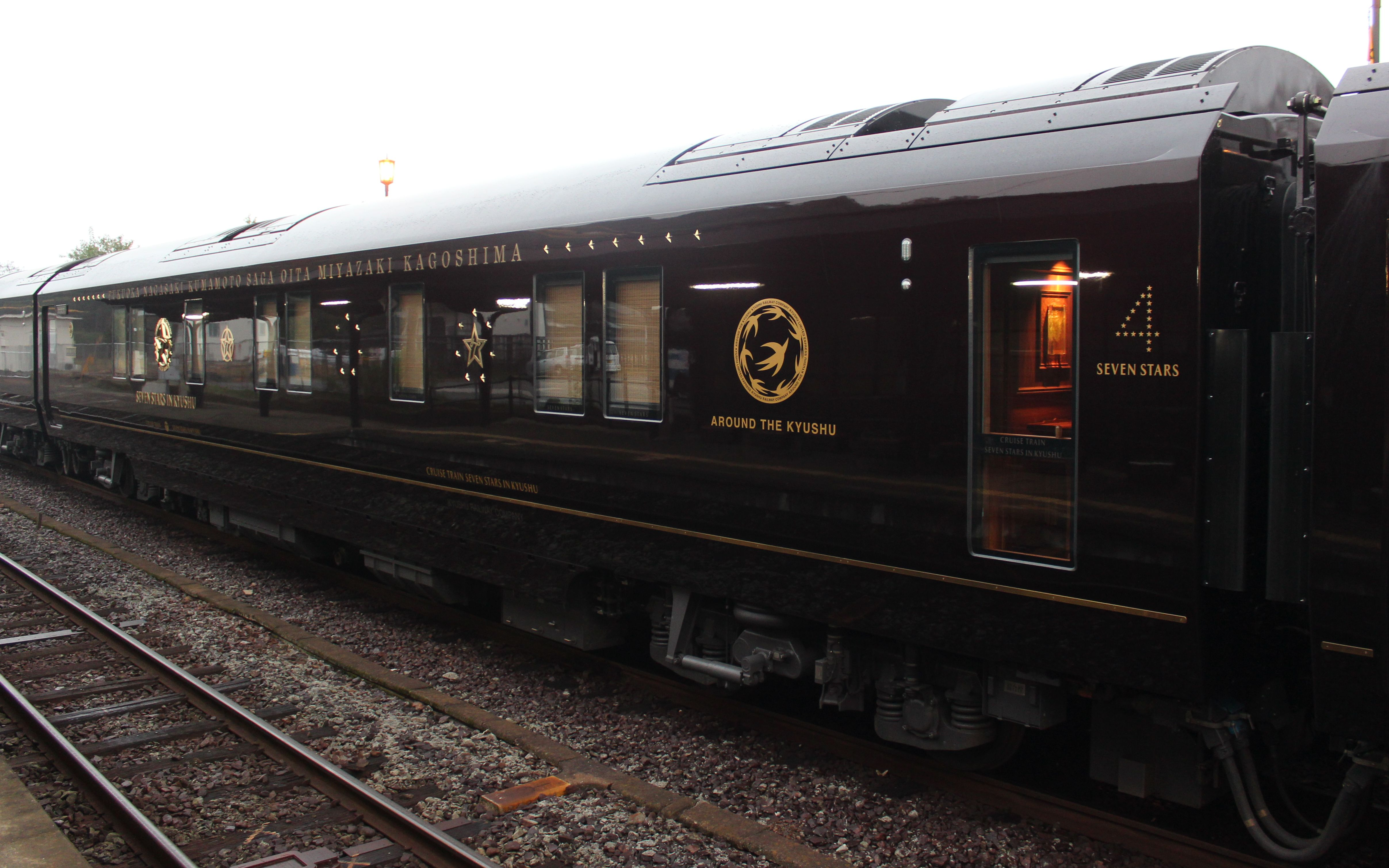
MaINe 77-7004 (coche 4).
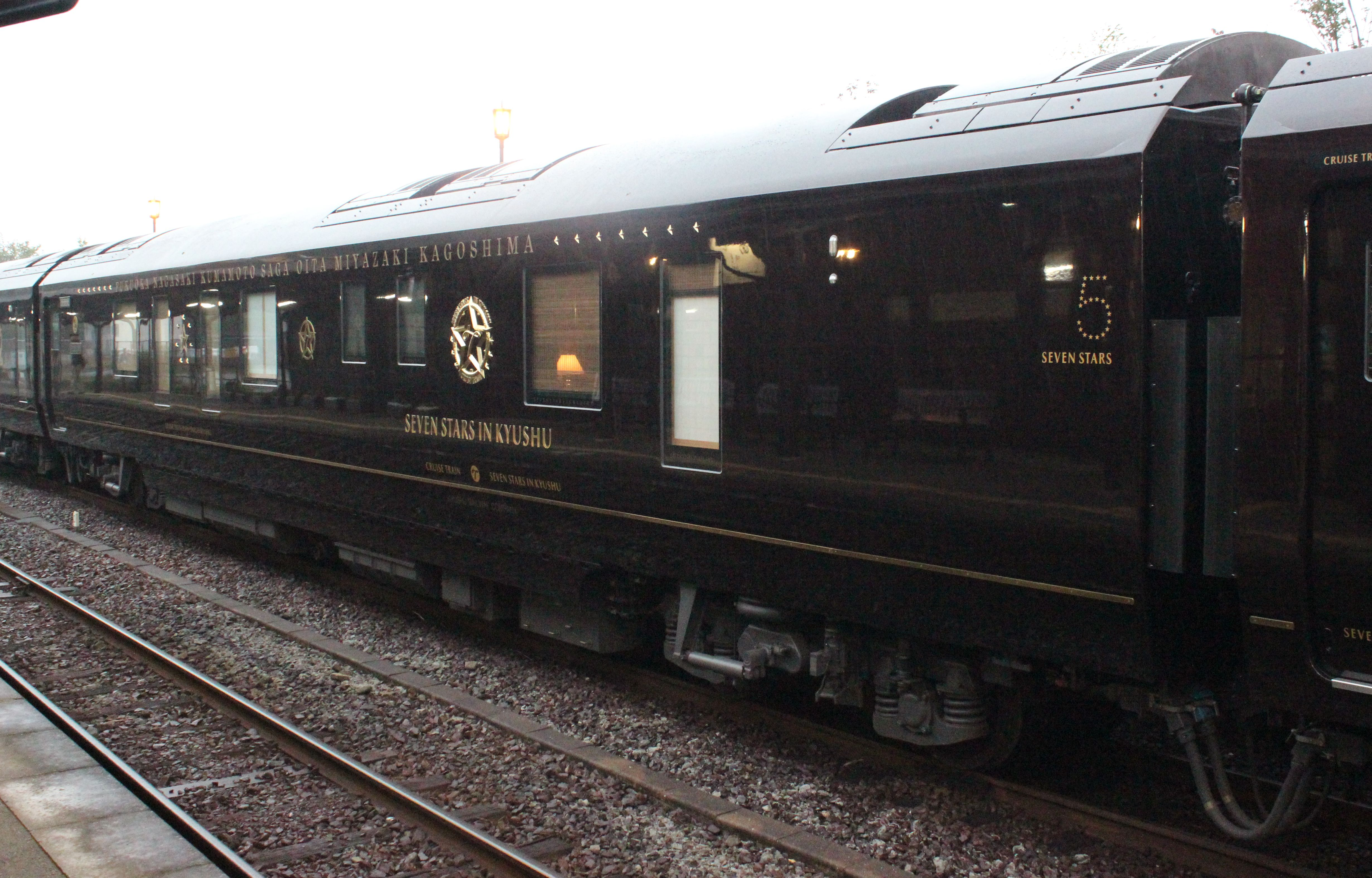
MaINe 77-7005 (coche 5).
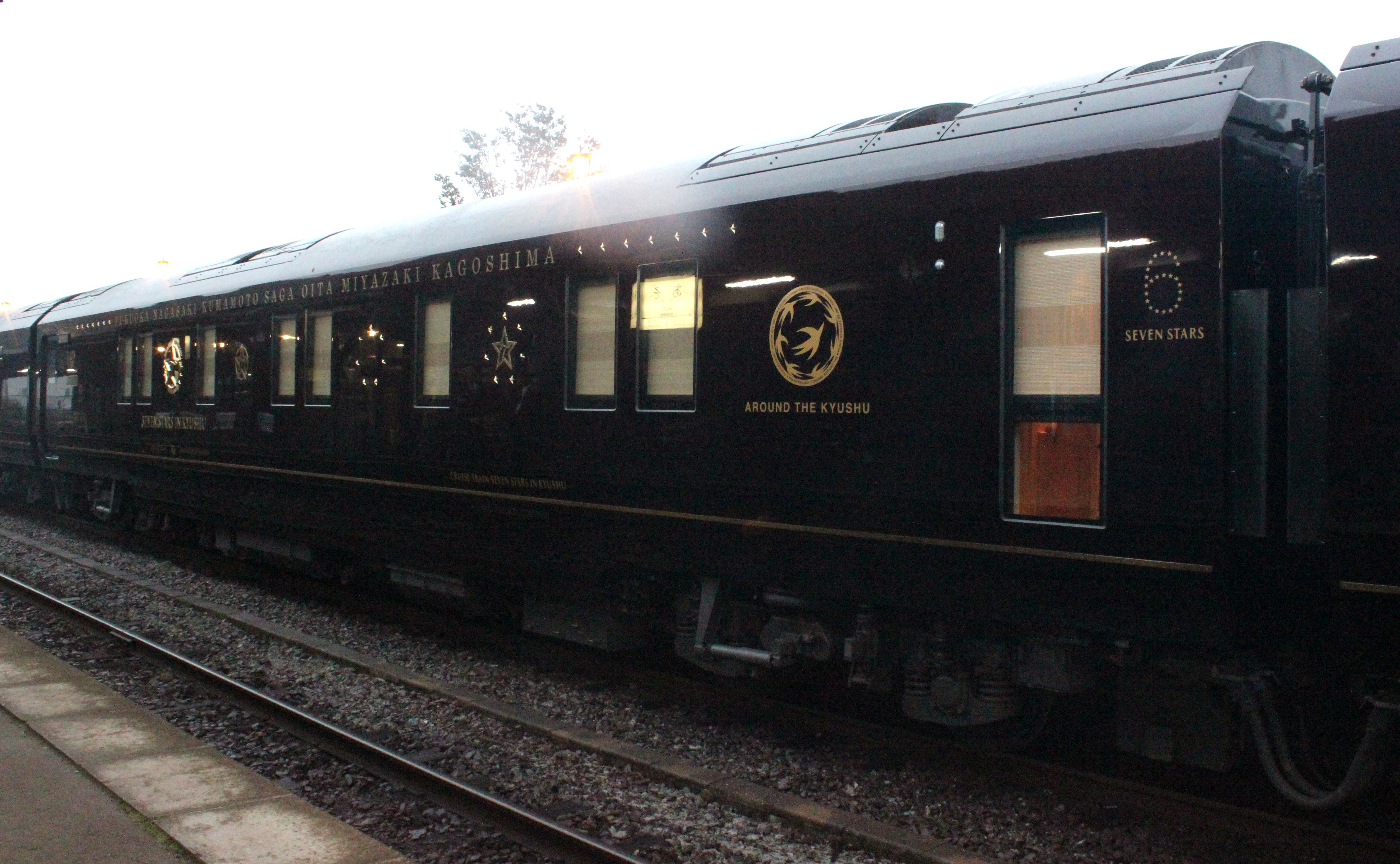
MaINe 77-7006 (coche 6).
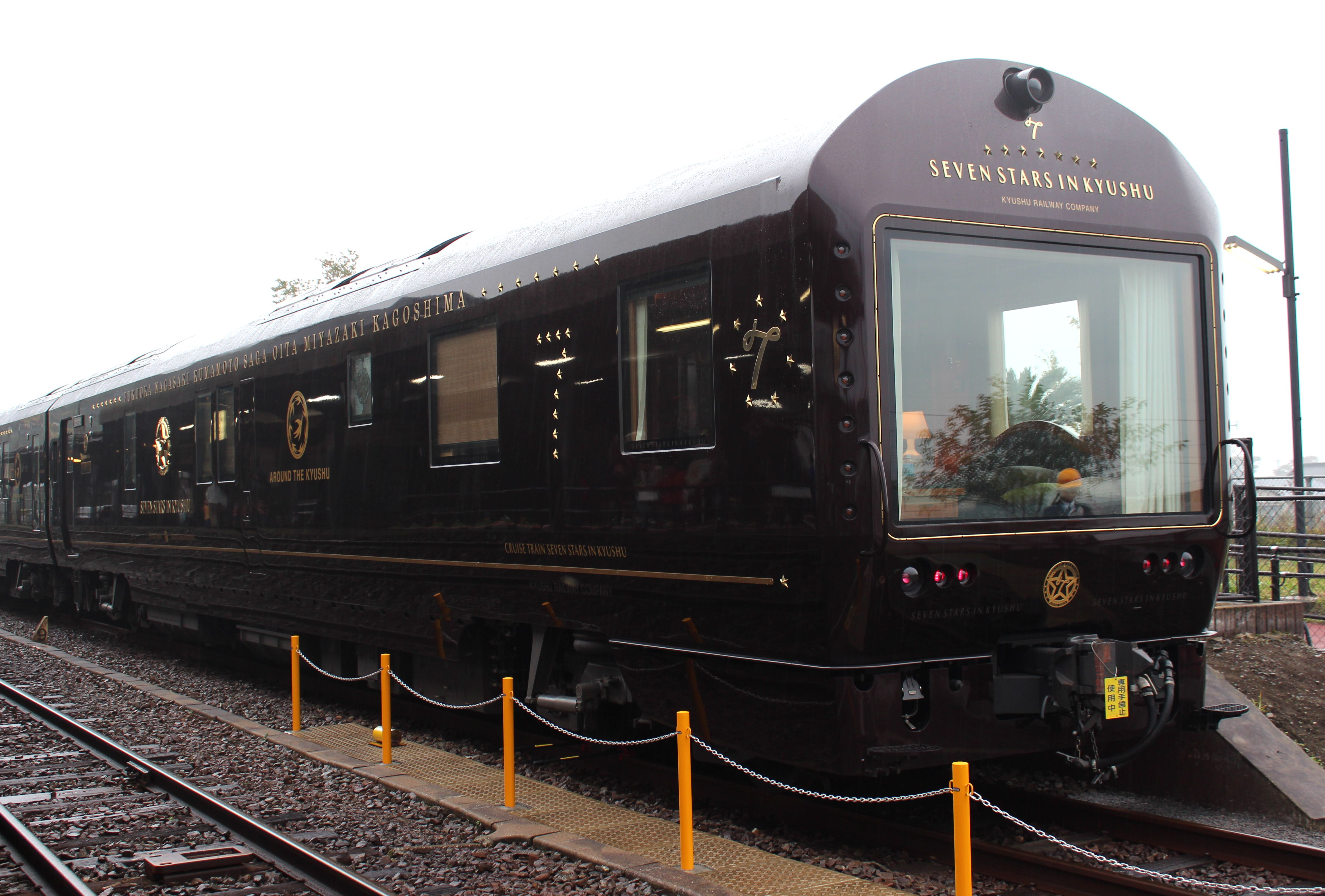
MaINeFu 77-7007 (coche 7).

## Ruta

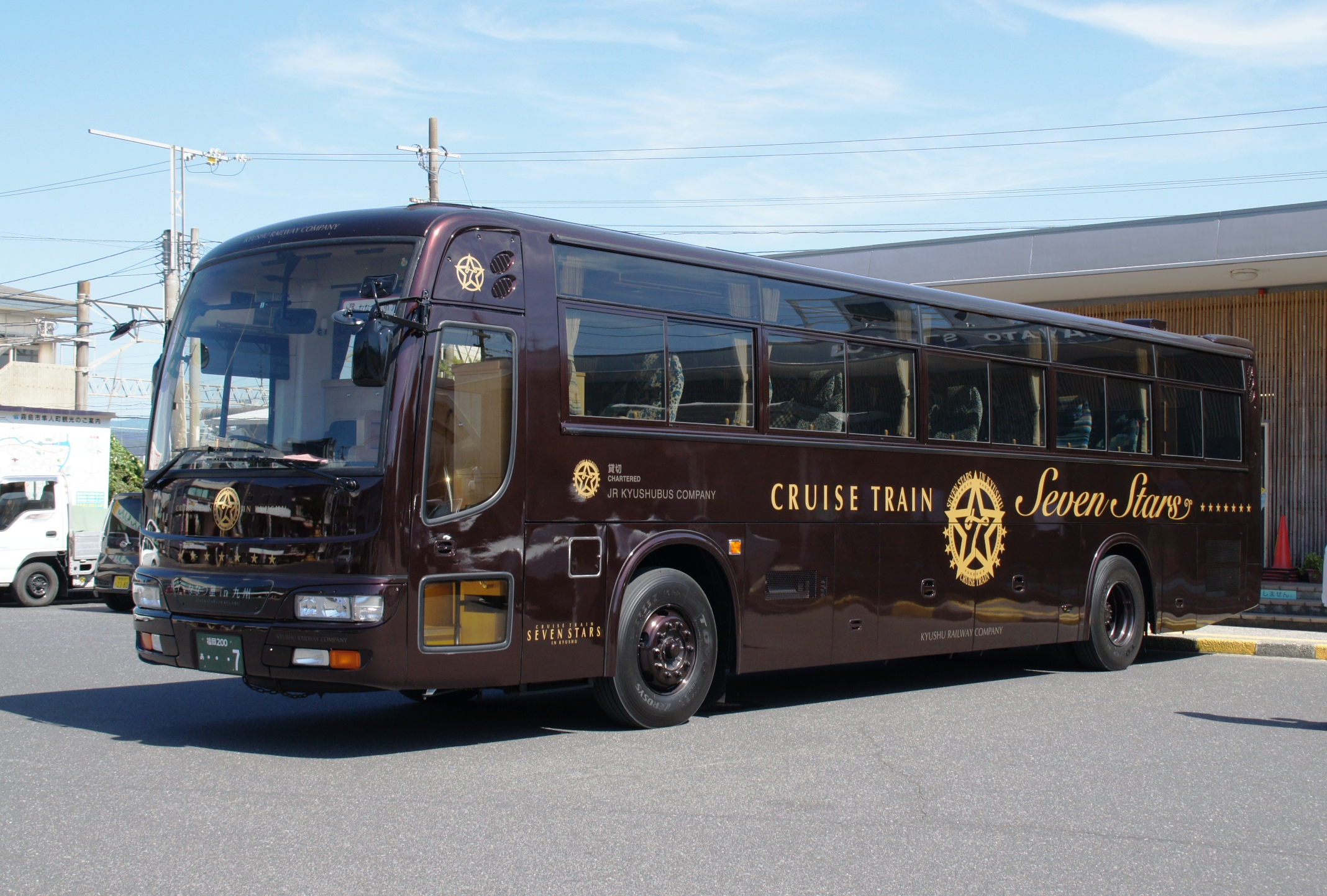
Un autocar exclusivo para los pasajeros del Siete Estrellas en Kyushu.

El tren realiza recorridos circulares de dos y cuatro días por Kyushu, con salida y llegada en la estación de Hakata. Desde varias estaciones a lo largo de la ruta se ofrecen recorridos en autocar.

### Itinerario de 2 días
Día 1
Hakata → Nagasaki
Día 2
Aso → Yufuin → Hakata

### Itinerario de 4 días
Día 1
Hakata → Yufuin
Día 2
Miyazaki → Miyakonojō → Hayato
Día 3
Hayato → Kagoshima-Chuo → Kagoshima
Día 4
Aso → Bungo-Mori → Hakata

## Historia

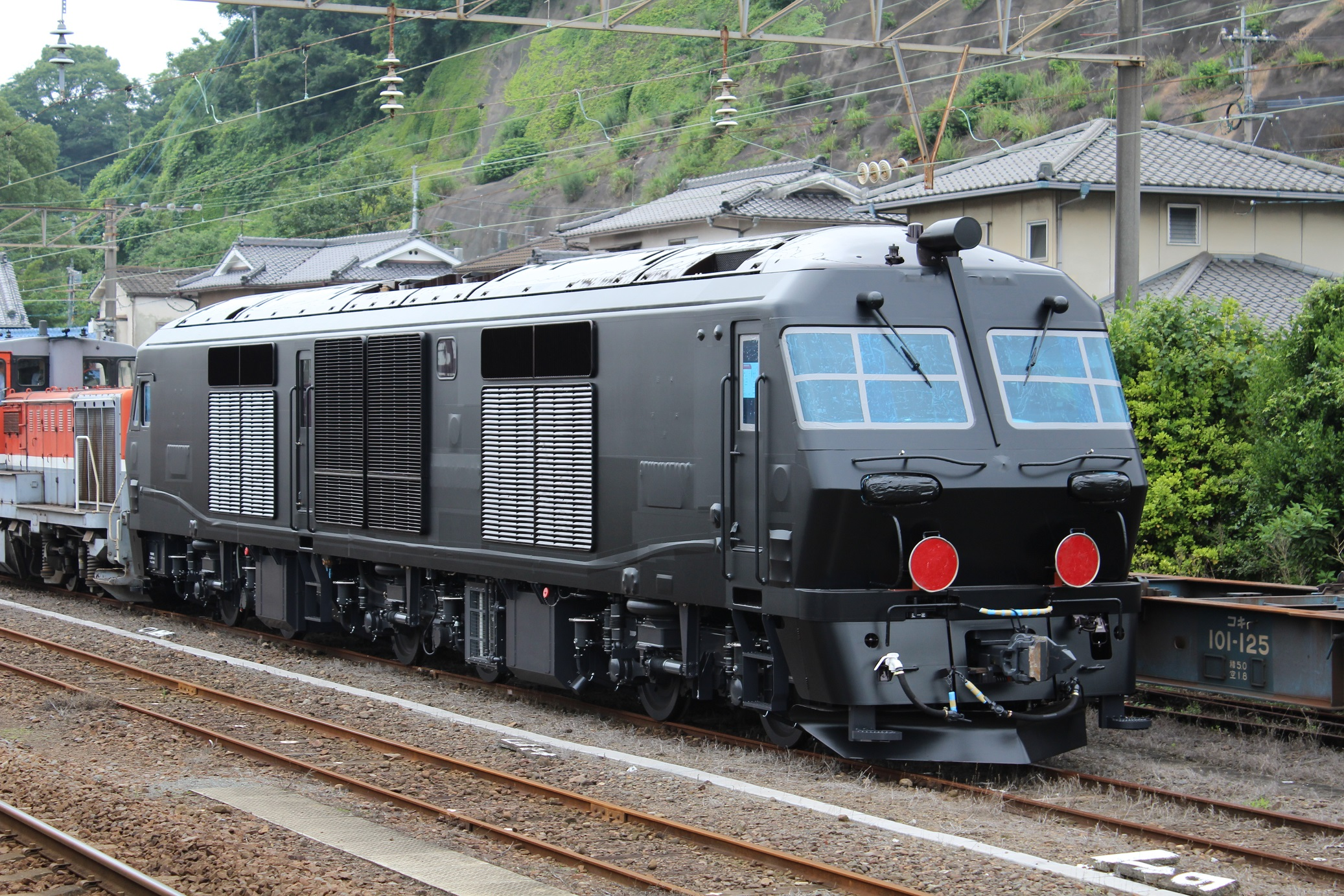
DF200-7000 en entrega cubierto con película protectora negra para proteger la librea inferior, julio de 2013.

La locomotora diésel de la clase DF200-7000 dedicada a este tren se entregó en el depósito de Oita de JR Kyushu desde la empresa de material rodante Kawasaki Heavy Industries de Kobe el 2 de julio de 2013. Cuatro vagones se entregaron desde la fábrica de Hitachi en Kudamatsu el 18 de julio de 2013. El tren entró en servicio comercial el 15 de octubre de 2013. Presentar Kyushu al mundo forma parte del propósito del tren.

## Más lecturas
- Rowlatt, Bee (5 de febrero de 2016). «Japan's new luxury sleeper train». The Telegraph (en inglés británico). ISSN 0307-1235. Consultado el 6 de agosto de 2024.